# لوران اولميدو
لوران اولميدو (بالفرنسية: Laurent Olmedo )‏ (و. 1963 – م) هو ممثل من فرنسا . ولد في سن جرمن آن له .

## روابط خارجية
- لوران اولميدو على موقع IMDb (الإنجليزية)
- لوران اولميدو على موقع ألو سيني (الفرنسية)
- لوران اولميدو على موقع أول موفي (الإنجليزية)
- لوران اولميدو على موقع قاعدة بيانات الفيلم (الإنجليزية)
- لوران اولميدو على موقع كينوبويسك (الروسية)